# Ernst Solèr
Ernst Solèr (* 7. Juli 1960 in Männedorf; † 16. Juli 2008) war ein Schweizer Schriftsteller und Journalist. Als Autor bekannt wurde er insbesondere mit seinen Kriminalromanen.

## Leben
Nach der Matura versuchte sich Ernst Solèr unter anderem als Ethnologie-Student, Rock-Gitarrist und Spieleerfinder. 1987 begann er eine Karriere beim Schweizer Fernsehen, wo er als Redaktor und Produzent diverser TV-Sendungen tätig war. 1999 stieg er aus und widmete sich von da an dem Schreiben. Er verdingte sich als Kolumnist und Reporter und verfasste zahlreiche Kurzgeschichten sowie mehrere Hörspiele und Romane. So schrieb er Schreckmümpfelis für das Schweizer Radio DRS und verfasste vier Jahre lang die Glücksspiel-Kolumne Zocken mit Solèr für die (2007 eingestellte) Wirtschaftszeitung Cash.
1999 erschien sein TV-Thriller Quotenblut, 2002 der Szeneroman Der Problemlöser. Erfolgreich war er auch mit seinen Kriminalromanen um den launischen Hauptmann Fred Staub von der Zürcher Kantonspolizei. 2006 erschien Staub im Feuer. Im März 2007 folgte Staub im Wasser, 2008 wurde die Reihe mit Staub im Schnee fortgesetzt und 2009 mit dem Erscheinen von Staub im Paradies abgeschlossen.
Solèr erhielt einen Medienpreis für Finanzjournalisten sowie mehrere Auszeichnungen für Kurzgeschichten.
Ernst Solèr war Vater einer Tochter und lebte in Zürich. Am 16. Juli 2008 erlag er im Alter von 48 Jahren einem Krebsleiden.

## Werke
- Quotenblut. Sieben schwarze Tage aus der bunten Welt des Fernsehens. N.A.P., Freienstein 1999, ISBN 3-9521434-2-1
- Der Problemlöser. Roman. WOA (Werkstatt für Öffentlichkeitsarbeit), Zürich 2002, ISBN 3-9512180-9-6
- Staub im Feuer. Kriminalroman. Grafit, Dortmund 2006, ISBN 3-89425-316-9
- Staub im Wasser. Kriminalroman. Grafit, Dortmund 2007, ISBN 978-3-89425-332-5
- Staub im Schnee. Kriminalroman. Grafit, Dortmund 2008, ISBN 978-3-89425-346-2
- Staub im Paradies. Kriminalroman. Grafit, Dortmund 2009, ISBN 978-3-89425-357-8

### Kurzgeschichten in Anthologien (Auswahl)
- Knochen Kochen. In: Heisskalt – Sauna-Lesebuch. Swissandfamous, Zürich 2005, ISBN 3-9522949-1-8
- Casino Panama. In: TatortSchweiz 2. Hrsg. v. Paul Ott. Limmat, Zürich 2007, ISBN 978-3-85791-539-0
- Der Hydrograph. In: Schöne Leich’ in Wien. Hrsg. v. Angela Eßer. Grafit, Dortmund 2008, ISBN 978-3-89425-348-6
- Zürichs Herz. In: A – CH Fußball. Überspielt und Ausgedribbelt. Hrsg. v. Michael Stiller u. Wolfgang Kühn. Bibliothek der Provinz, Weitra 2008, ISBN 978-3-85252-878-6